# 3994 Ayashi
A 3994 Ayashi (ideiglenes jelöléssel 1988 XF) a Naprendszer kisbolygóövében található aszteroida. Koishikawa, M. fedezte fel 1988. december 2-án.